# Bracken Ridge
Bracken Ridge är en del av en befolkad plats i Australien. Den ligger i kommunen Brisbane och delstaten Queensland, omkring 17 kilometer norr om delstatshuvudstaden Brisbane.
Runt Bracken Ridge är det tätbefolkat, med 947 invånare per kvadratkilometer.. Närmaste större samhälle är Brisbane, omkring 17 kilometer söder om Bracken Ridge. 
Runt Bracken Ridge är det i huvudsak tätbebyggt. Genomsnittlig årsnederbörd är 1 434 millimeter. Den regnigaste månaden är januari, med i genomsnitt 283 mm nederbörd, och den torraste är oktober, med 22 mm nederbörd.